# 内田直之
内田 直之（うちだ なおゆき、1978年〈昭和53年〉6月23日 - ）は、KYT鹿児島読売テレビのアナウンサー。
なお、特撮テレビドラマ『ウルトラマンZ』などに参加している演出家の内田直之とは、同姓同名の別人である。

## 概要
埼玉県さいたま市出身。埼玉県立春日部高等学校を経て早稲田大学を卒業。
2001年（平成13年）にKYTに入社。入社1年目からスポーツを担当し、全国高校サッカー選手権大会で鹿児島実業高等学校、鹿児島城西高等学校、神村学園高等部などの試合の実況を担当。第87回大会で最多得点記録をマークし、後に日本代表としても活躍する大迫勇也のゴールを、世界で初めて実況生中継したと番組で明かしていた。
『情報ライブ ミヤネ屋』では、入社14年目にしてひまわり8号打ち上げ生中継を担当し、司会の宮根誠司に「ひまわり内田」というあだ名を付けられる。これ以降、様々な中継で宮根と軽妙な掛け合いを展開することが増えた。
夕方のニュースでは、キャスターと県政担当の記者を兼務。三反園訓鹿児島県知事へのインタビューなどで、切れ味の鋭い質問をぶつける場面が多く見られる。
2013年（平成25年）、同僚アナウンサーの山下香織と結婚。子供が3人いる。
2017年（平成29年）の第38回と、2019年（平成31年）の第41回のNNSアナウンス大賞で優秀賞を受賞。KYT鹿児島読売テレビからの2度の優秀賞受賞は初めて。
NNN、及びNNS系列の先輩で、全国版news every.のメインキャスターでもある日本テレビアナウンサーの藤井貴彦と親交が深い。
サウナ好き。自称アナウンサウナー。サウナの魅力を紹介するシリーズ企画「サウナに行ってみっが」を制作している。長渕剛の大ファンであり、自身がキャスターを務める鹿児島県ローカルのニュース番組『KYT news every.』での長渕への単独インタビューにおいて、長渕に桜島でのライブの再開催を希望する程である

## 現在の出演番組
- KYT news every.メインキャスター（2010年3月29日 - ）
- KYTニュース

## 過去の出演番組
- ズームイン!!SUPER 3代目鹿児島担当キャスター（2006年4月 - 2009年9月）
- KYTニュースプラス1 スポーツキャスター
- 全国高等学校サッカー選手権大会 実況担当
- AMP - VJ
- KYT Newsリアルタイム 万里とウッチーの50円クッキング担当（開始時期不明 - 2009年9月）
- KYT Newsリアルタイム メインキャスター（2009年10月5日 - 2010年3月26日）
- 名探偵コナン（2025年2月15日） - 内田アナウンサー